# Eucoleus pseudoplumosus
Espèce
Eucoleus pseudoplumosus est une espèce de nématodes de la famille des Capillariidae, parasite de mammifères.

## Hôtes
Eucoleus pseudoplumosus parasite le tube digestif du Bandicoot brun du Nord (Isoodon macrourus), du Bandicoot brun du Sud (Isoodon obesulus), du Bandicoot à nez long (Perameles nasuta), du Bandicoot rayé de l'Est (Perameles gunnii), des souris marsupiales Antechinus agilis, Antechinus stuartii et Antechinus swainsonii et du Dunnart à pieds blancs (Sminthopsis leucopus). Chez ces animaux, E. pseudoplumosus a été retrouvé dans l'œsophage, l'estomac et l'intestin grêle.

## Répartition
L'espèce est connue de mammifères d'Australie.

## Taxinomie
L'espèce est décrite en 2006 par le parasitologiste australien David M. Spratt. La dénomination spécifique fait référence à sa ressemblance avec Eucoleus plumosus.